# René Gagnier
René Gagnier (* 30. Mai 1892 in Montreal; † 25. Mai 1951 in Trois-Rivières, Québec) war ein kanadischer Komponist, Dirigent, Violinist und Euphoniumspieler.

## Leben
Gagnier hatte ersten Unterricht bei seinem Vater Joseph Gagnier und studierte dann bei Albert Chamberland, Saul Brant und Alfred De Sève. Von 1918 bis 1929 war er Dirigent am Loew’s Theatre. Daneben war er u. a. Mitglied des Montreal Orchestra, des Montreal Symphony Orchestra sowie des Montreal Little Symphony Orchestra; außerdem fünfundzwanzig Jahre lang Euphoniumspieler und Dirigent bei der Canadian Grenadier Guards Band. 1936 und 1937 war er zweiter Violinist beim Dubois String Quartet.
1939 übersiedelte Gagnier nach Trois-Rivières, wo er elf Jahre lang die Union musicale leitete. Er unterrichtete am Conservatoire de musique du Québec, an der Académie de Trois-Rivières und an dem Séminaire de Nicolet. Gagnier komponierte Märsche und Walzer.